# VV Clinge
VV Clinge is een zondag amateurvoetbalclub uit Clinge in Zeeuws-Vlaanderen. De wedstrijden van VV Clinge worden gespeeld op Sportcomplex Malpertuus waar men twee velden en een trainingsveld tot zijn beschikking heeft. Het eerste elftal speelt in het seizoen 2023/24 in de Vierde klasse zondag. Sinds seizoen 2016/2017 is VV Clinge ook actief in het zaterdagvoetbal. Dit team, onder de noemer Clinge 2 Zaterdag, komt uit in de reserveklasse. Naast seniorenvoetbal heeft VV Clinge ook een aantal jeugdteams in verschillende leeftijdscategorieën.

## Geschiedenis

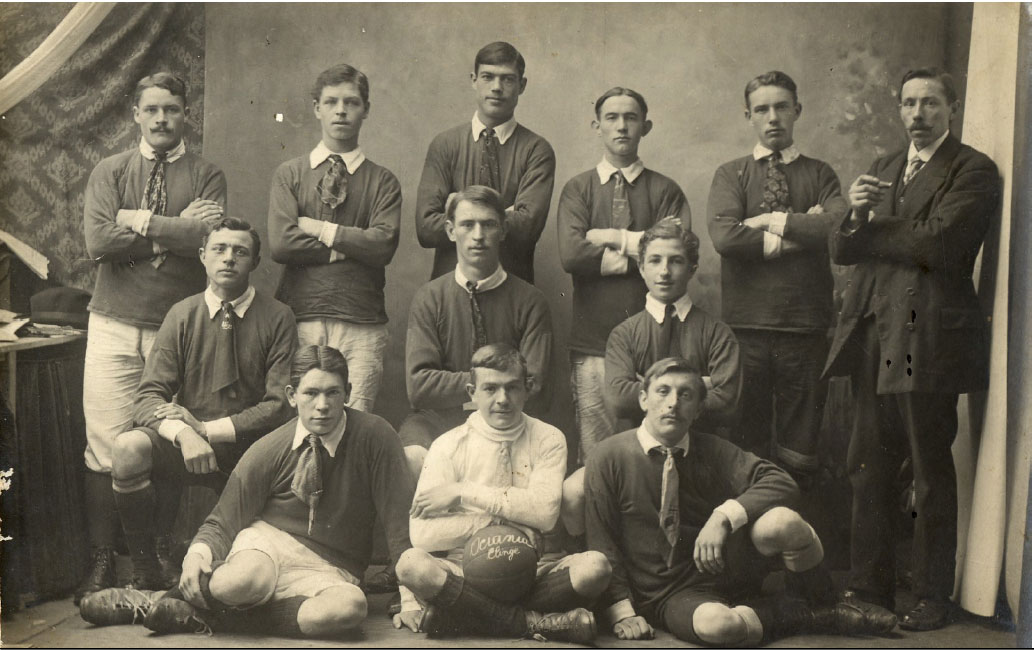
Elftalfoto uit 1918 van Oceania.

De vereniging is opgericht op 11 april 1927. Hiervoor waren er in Clinge al eerder voetbalverenigingen actief maar deze werden om verschillende redenen opgeheven. Deze verenigingen droegen de volgende namen: Oceania (opgericht in 1914), IWERO (Ik Worstel En Rijs Op), en Clingse Boys.
In de beginjaren van de vereniging werden de wedstrijden en trainingen afgewerkt op een veld nabij een open water dat "De Weelkens" wordt genoemd in de volksmond. Na een aantal jaar op deze veredelde wei te hebben gespeeld, werd er een officieel speelveld aangelegd op de locatie waar het huidige sportpark nog te vinden is. Vooral in de periode tussen de twee wereldoorlogen kwamen veel spelers uit het naburige De Klinge. Na de Tweede Wereldoorlog waren het vooral inwoners uit eigen dorp die actief voor VV Clinge waren.
In de seizoenen tijdens de jaren 1983 tot 1991 speelde VV Clinge aaneengesloten in de derde klasse, het hoogste niveau waarin de vereniging gespeeld heeft. De laatste keer dat VV Clinge op dit niveau acteerde was in het seizoen 2018/2019, waarna direct degradatie volgde.
Tijdens seizoen 2019-2020 stond VV Clinge ongeslagen bovenaan het klassement. Door de COVID-19 epidemie werd de competitie stilgelegd. Enkel in uitzonderingen zou er degradatie of promotie mogelijk zijn. VV Clinge heeft dat seizoen een aanvraag ingediend om te mogen promoveren. De KNVB willigde dit verzoek in, waardoor VV Clinge in seizoen 2020/21 in de 3e klasse kon aantreden. Na vier speelrondes werd de 2020/21 competitie stilgelegd, wederom door de epidemie.
In het seizoen 2021-2022 behaalde Clinge rechtstreeks handhaving door als 9e te eindigen in dezelfde 3 klasse waarna het in het jaar erop ('22-'23) alsnog degradeerde.
In het seizoen 2023-2024 werd Clinge kampioen. Hiermee presteerde de vereniging het meteen om het vaakst van alle Zeeuwse ploegen kampioen te worden in de 21e eeuw, namelijk voor de 5e keer. 

## Palmares

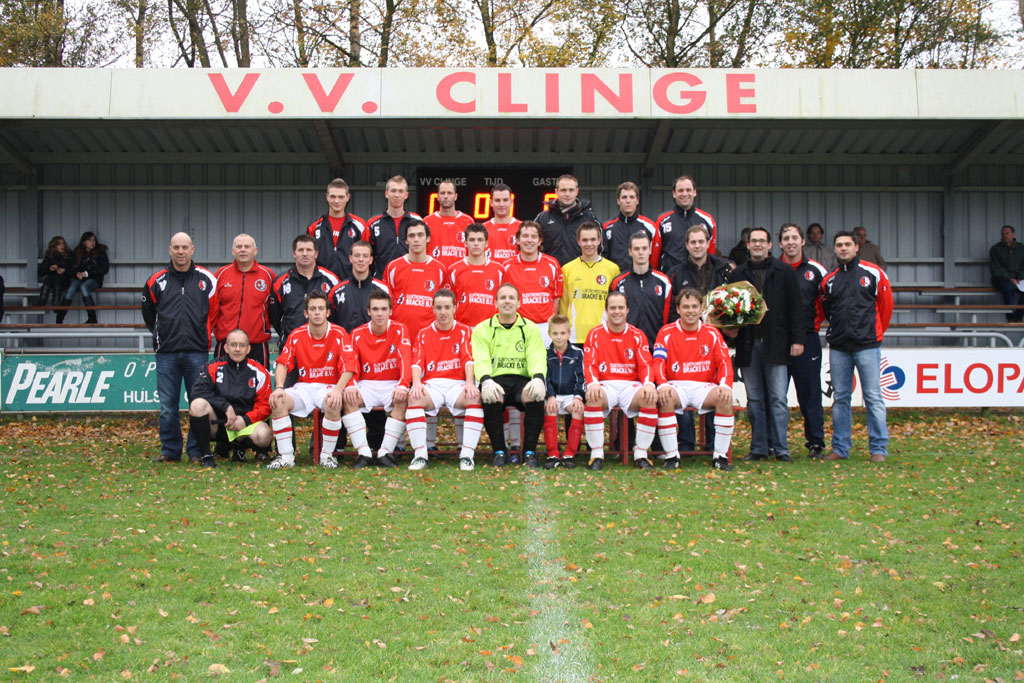
Selectie Clinge 1 2010-2011

- 1942 - Kampioen 1e Klasse Zeeuwse Voetbalbond
- 1957 - Kampioen 4e Klasse KNVB
- 1983 - Kampioen 4e Klasse KNVB
- 1985 - Verliezend finalist Afdelingsbeker KNVB Zuid 1 (VV Clinge 2)
- 1995 - Winnaar Afdelingsbeker KNVB Zuid 1
- 1997 - Kampioen 5e Klasse KNVB
- 2000 - Kampioen 5e Klasse KNVB
- 2001 - Promotie naar 3e Klasse KNVB via nacompetitie
- 2007 - Kampioen 4e Klasse KNVB
- 2014 - Kampioen 4e Klasse KNVB
- 2018 - Kampioen 4e Klasse KNVB
- 2020 - Promotie naar 3e Klasse KNVB
- 2024 - Kampioen 4e Klasse KNVB

## Competitieresultaten 1943–2020
* Competitie geannuleerd vanwege coronapandemie.
| 2 3M |

| 3 3N |

|  |

| 2 3I |

| 2 3F |

| 10 3F |

| 10 3F |

| 5 3E |

| 7 3E |

| 9 3D |

| 12 3D |

| 7 4H |

| 2 4G |

| 4 4H |

| 1 4H |

| 3 4H |

| 3 4H |

| 2 4H |

| 4 4H |

| 7 4H |

| 5 4H |

| 6 4H |

| 7 4H |

| 6 4H |

| 7 4H |

| 6 4H |

| 9 4H |

| 10 4H |

| 7 4H |

| 4 4H |

| 2 4H |

| 2 4H |

| 5 4H |

| 4 4H |

| 9 4H |

| 6 4H |

| 5 4H |

| 8 4H |

| 4 4H |

| 2 4H |

| 1 4H |

| 7 3D |

| 9 3D |

| 7 3D |

| 9 3D |

| 6 3D |

| 7 3D |

| 4 3D |

| 12 3D |

| 7 4H |

| 4 4H |

| 11 4H |

|  |

|  |

| 1 5A |

| 9 4A |

| 11 4A |

| 1 5A |

| 4 4A |

| 12 3A |

| 7 4A |

| 8 4B |

| 7 4A |

| 4 4A |

| 1 4A |

| 11 3A |

| 2 4A |

| 3 4A |

| 5 4A |

| 6 4A |

| 10 4A |

| 1 4A |

| 14 3A |

| 3 4A |

| 5 4A |

| 1 4A |

| 13 3A |

| 1* 4A |

| 2* 3A |

| 9 3A |

| 12 3A |

| 1 4A |

1973: De beslissingswedstrijd bij HVV '24 om het klassekampioenschap in 4H werd met 1-2 (na verlenging) verloren van VV STEEN
2020: Door de COVID-19 epidemie werd de competitie niet uitgespeeld. Clinge stond toen ongeslagen aan kop. Op aanvraag van Clinge kon er toch gepromoveerd worden naar de 3e Klasse.
| Derde klasse | Vierde klasse | Vijfde klasse |

In elke staaf van de grafiek staat van boven naar beneden vermeld: 
- Eindnotering

Dit is de positie die de club heeft bereikt in de competitie, zonder eventuele beslissings-, play-off- of nacompetitiewedstrijden die nodig zijn geweest om bijvoorbeeld de kampioen van de competitie te bepalen.
Indien een * achter het getal staat is de notering een tussenstand en kan het zijn dat de notering niet overeenkomt met de uiteindelijke eindstand van de competitie.
Staat er een - dan is het seizoen nog bezig en is er geen definitieve uitslag bekend.
Staat er xx op de positie van de notering, dan heeft de club vroegtijdig de competitie verlaten. Dit kan onder andere komen door terugtrekking van het team, faillissement van de club of door een uitgedeelde straf van de KNVB. In veel gevallen staat elders in het artikel de reden vermeld.
Staat er een ? dan is het resultaat uit het verleden onbekend, en is alleen de competitie of het niveau bekend van dat seizoen.
In de seizoenen 2019/20 en 2020/21 werd wegens de coronacrisis het amateurvoetbal afgebroken. Daardoor kennen deze staven geen eindklassering (middels -- weergegeven).
- Competitieniveau en afdelingsletter of Officiële eindstand Eredivisie
  - Competitieniveau en afdelingsletter

Hierbij geeft het getal het niveau weer, dat ook terug te vinden is in de legenda. De letter is de afdelingsaanduiding en wordt gebruikt wanneer er meer afdelingen zijn op hetzelfde niveau. De afdelingsletter is altijd een hoofdletter en wordt meestal zonder nummer gebruikt.
Voorbeeld: 2F is niveau 2e klasse competitie F.
Het competitieniveau en nummer wordt niet vermeld wanneer er slechts één competitie van dit niveau was.
  - Officiële eindstand Eredivisie (getal staat tussen haakjes vermeld)

Sinds de introductie van play-offwedstrijden voor Europees voetbal na afloop van de reguliere competitie in 2005/06, is de KNVB verplicht een eindstand van de Eredivisie door te geven aan de UEFA aan de hand van deze play-offwedstrijden.
Bij deze eindstand staan clubs die zich hebben gekwalificeerd voor Europees voetbal hoger dan clubs die zich niet wisten te kwalificeren. Indien er geen verschil was tussen de eindnotering en de officiële eindstand, staat dit getal niet vermeld.

- Onderafdeling

Hier staat afgekort de naam van de onderafdeling indien de club in dat jaar in een onderafdeling uitkwam. Tevens staat deze afkorting in de legenda en wordt gelinkt naar het artikel over deze onderafdeling. Deze afkorting wordt alleen vermeld wanneer de club in het verleden in verschillende onderafdelingen heeft gespeeld. Deze vermelding is in de staaf altijd in kleine letters. Deze onderafdelingen zijn na het seizoen 1995/96 afgeschaft. Heeft de club in slechts één onderafdeling gespeeld, dan is dit alleen terug te vinden in de legenda.
Onder de staaf staat het jaartal vermeld waarin het seizoen is afgesloten. 15 verwijst naar het seizoen 2014/15 of eventueel het seizoen 1914/15.
Wanneer een staaf leeg is, zijn deze gegevens niet bekend. Het kan ook zijn dat de club dat seizoen niet heeft meegespeeld op het hogere amateurniveau, vroegtijdig de competitie heeft verlaten of uit de competitie is gezet.

In het seizoen 1944/45 was er wegens de Tweede Wereldoorlog geen regulier competitievoetbal.
VV Clinge · VV Graauw · VV Hontenisse · HVV '24 · VV Hulsterloo · SDO '63 · VV STEEN · VV Vogelwaarde

Voormalig: VV Terhole